# Langue des signes du Plateau
La langue des signes du plateau, ou Langue des signes du vieux plateau , est une langue des signes éteinte, aux sources peu attestées, utilisée historiquement sur le Plateau du Columbia.

## Présentation
Utilisée autrefois par les Salish, les Ktunaxa et d’autres peuples du Plateau pour communiquer avec les nations de l'Ouest, elle a été remplacée par les langues des signes des Indiens des Plaines après que les Crows l'aient introduit. Elle a également été concurrencée comme langue de communication inter-nations par le jargon Chinook .